# Meridiano primário

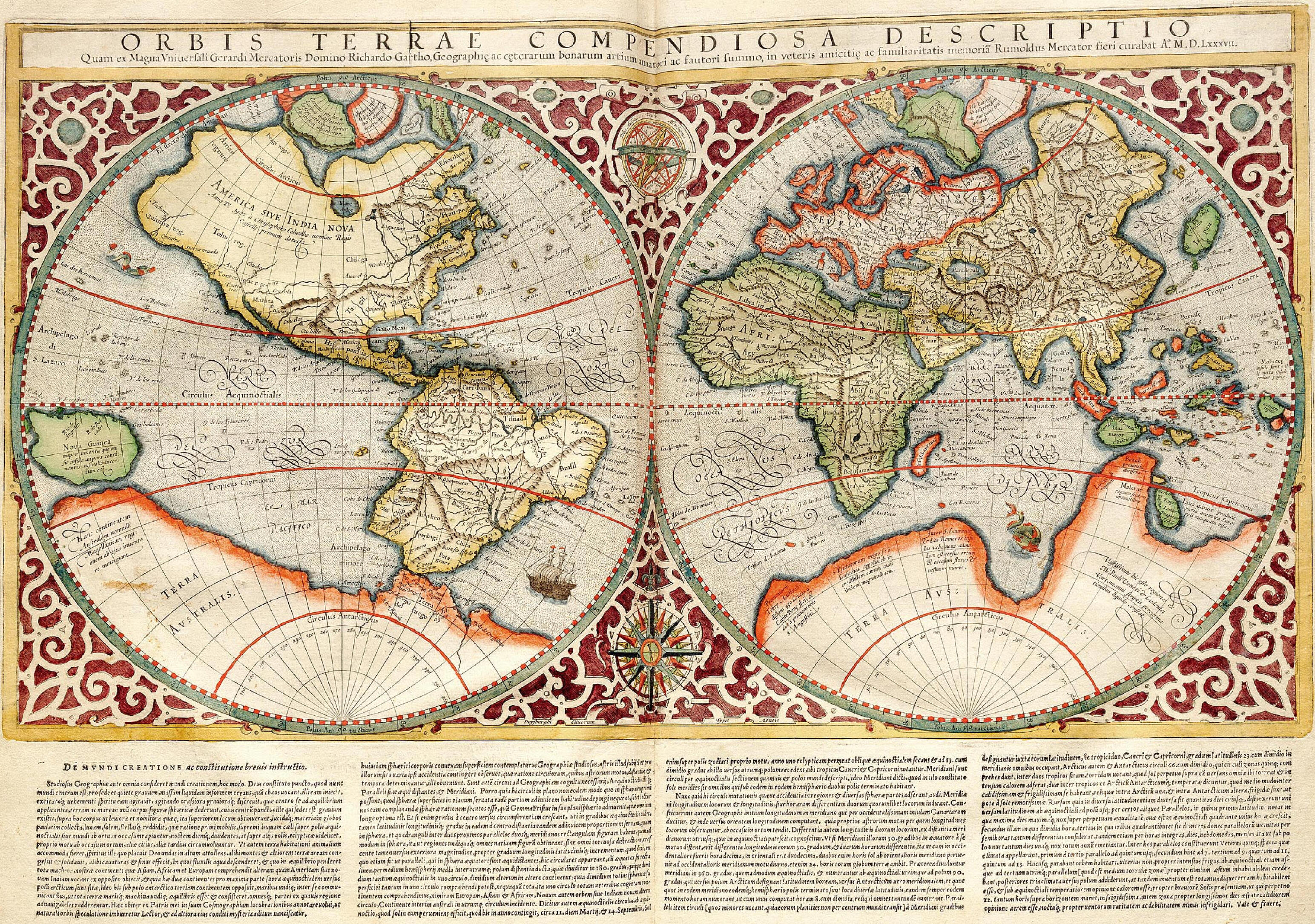
Gerardus Mercator em seu Atlas Cosmographicae (1595) usou um meridiano principal em algum lugar próximo a 25 ° W, passando a oeste da Ilha de Santa Maria, nos Açores, no Oceano Atlântico. Seu 180º meridiano corre ao longo do Estreito de Anián (Estreito de Bering)

Um meridiano principal é o meridiano (uma linha de longitude) em um sistema de coordenadas geográficas no qual a longitude é definida como 0°. Juntos, um meridiano principal e seu antimeridiano (o meridiano 180 em um sistema de 360°) formam um grande círculo. Este grande círculo divide um esferoide em dois hemisférios. Se usarmos as direções leste e oeste a partir de um meridiano principal definido, eles podem ser chamados de hemisfério oriental e hemisfério ocidental.
Um meridiano principal para um corpo não bloqueado por maré (ou pelo menos não sincronizado) é, em última análise, arbitrário, ao contrário do equador, que é determinado pelo eixo de rotação. Para objetos celestes que estão bloqueados por maré (mais especificamente, síncronos), no entanto, seus meridianos principais são determinados pela face sempre para dentro da órbita (um planeta voltado para sua estrela ou uma lua voltada para seu planeta), assim como os equadores são determinados por rotação. Para o meridiano principal da Terra, várias convenções foram usadas ou defendidas em diferentes regiões ao longo da história. O meridiano moderno mais amplamente utilizado é o Meridiano de Referência IERS. É derivado, mas se desvia ligeiramente do Meridiano de Greenwich, que foi selecionado como padrão internacional em 1884.
As longitudes da Terra e da Lua são medidas a partir de seu meridiano principal de 0° a 180° a leste e a 180° a oeste. Para todos os outros corpos do Sistema Solar, a longitude é medida de 0° (seu meridiano principal) a 360°. As longitudes oeste são usadas se a rotação do corpo for direta, ou seja, seguir a regra da mão direita. As longitudes leste são usadas se a rotação for retrógrada.  No entanto, °E que são maiores que 180 podem ser convertidos em °W subtraindo o valor de 360. O mesmo é verdadeiro para °W maior que 180, convertendo em °E.